# Chili aux Jeux olympiques d'été de 2008
Le Chili participe aux Jeux olympiques d'été de 2008 à Pékin.

## Liste des médaillés chiliens

### Médailles d'or
| Sport              | Discipline | Sportifs | Performance |
| Médailles d'or : 0 |            |          |             |

### Médailles d'argent
| Sport                  | Discipline | Sportifs          | Performance                                                 |
| Médailles d'argent : 1 |            |                   |                                                             |
| Tennis                 | Simple (H) | Fernando González | Chili 3 - 6 Espagne Chili 6 - 7 Espagne Chili 3 - 6 Espagne |

### Médailles de bronze
| Sport                   | Discipline | Sportifs | Performance |
| Médailles de bronze : 0 |            |          |             |

## Athlètes engagés

### Athlétisme
| Hommes - 200 m : - Cristian Reyes - Lancer de poids : - Marco Verni - Lancer de javelot : - Ignacio Guerra - Marathon : - Roberto Echeverria - Décathlon : - Gonzalo Barroilhet | Femmes - Lancer de poids : - Natalia Ducó |

#### Hommes
| Épreuve           | Athlète             | Séries   | Séries | Quarts de finale | Quarts de finale | Demi-finales | Demi-finales | Finale   | Finale |
| Épreuve           | Athlète             | Résultat | Rang   | Résultat         | Rang             | Résultat     | Rang         | Résultat | Rang   |
| ----------------- | ------------------- | -------- | ------ | ---------------- | ---------------- | ------------ | ------------ | -------- | ------ |
| 200 mètres        | Cristián Reyes      | 21.20    | 7e     | -                | -                | -            | -            | -        | -      |
| Lancer du poids   | Marco Antonio Verni | 17,96m   | 19e    | -                | -                | -            | -            | -        | -      |
| Lancer du javelot | Ignacio Guerra      | 73,03m   | 13e    | -                | -                | -            | -            | -        | -      |
| Décathlon         | Gonzalo Barroilhet  | NC       | NC     | NC               | NC               | NC           | NC           | Abandon  | /      |

#### Femmes
| Epreuve         | Athlète      | Séries   | Séries | Quarts de finale | Quarts de finale | Demi-finales | Demi-finales | Finale   | Finale |
| Epreuve         | Athlète      | Résultat | Rang   | Résultat         | Rang             | Résultat     | Rang         | Résultat | Rang   |
| --------------- | ------------ | -------- | ------ | ---------------- | ---------------- | ------------ | ------------ | -------- | ------ |
| Lancer du poids | Natalia Duco | 17,40m   | 13e    | -                | -                | -            | -            | -        | -      |

### Aviron
| Hommes - 1 de couple : - Oscar Vasquez | Femmes - 1 de couple : - Soraya Jadue |

| Athlète(s)    | Compétition | Série         | Série | Quart de finale | Quart de finale | Demi-finale   | Demi-finale | Finale                 | Finale |
| Athlète(s)    | Compétition | Temps         | Rang  | Temps           | Rang            | Temps         | Rang        | Temps                  | Rang   |
| ------------- | ----------- | ------------- | ----- | --------------- | --------------- | ------------- | ----------- | ---------------------- | ------ |
| Oscar Vasquez | Skiff       | 7 min 39 s 58 | 3e    | 7 min 06 s 61   | 4e              | 7 min 17 s 17 | 2e          | Finale C 7 min 07 s 02 | 4e     |

### Canoë-kayak

#### Slalom
Hommes
- Kayak monoplace (K1) :
  - Pablo McCandless

| Athlète          | Compétition | Éliminatoires | Éliminatoires | Demi-finales | Demi-finales | Finale A | Finale A |
| Athlète          | Compétition | Temps         | Rang          | Temps        | Rang         | Temps    | Rang     |
| ---------------- | ----------- | ------------- | ------------- | ------------ | ------------ | -------- | -------- |
| Pablo McCandless | K1          | 176.64 pts    | 16e           | -            | -            | -        | -        |

### Cyclisme

#### Piste
Hommes
- Course aux points :
  - Marco Arriagada

| Athlète         | Compétition       | Points | Rang |
| --------------- | ----------------- | ------ | ---- |
| Marco Arriagada | Course aux points | 1      | 19e  |

#### Route
Hommes
- Course sur route :
  - Patricio Almonacid
  - Gonzalo Garrido

| Athlète         | Compétition     | Temps         | Rang |
| --------------- | --------------- | ------------- | ---- |
| Gonzalo Garrido | Course en ligne | 6 h 36 min 48 | 69e  |

#### VTT
| Hommes - Cross-country : - Cristobal Silva | Femmes - Cross-country : - Francisca Campos |

| Athlète         | Compétition              | Temps    | Rang |
| --------------- | ------------------------ | -------- | ---- |
| Cristobal Silva | Cross-country VTT hommes | + 2 Tour | 36e  |

### Équitation
Mixte
- Concours complet individuel :
  - Sergio Iturriaga

### Escrime
Hommes
- Epée individuel :
  - Paris Inostroza

### Haltérophilie
Femmes
- 75 kg :
  - Elizabeth Poblete

### Natation
| Hommes - 50 m nage libre : - Oliver Elliot | Femmes - 800 m nage libre : - Kristel Kobrich - 10 km marathon : - Kristel Kochrich |

### Pentathlon moderne
Hommes
- Cristián Bustos (es)

### Tennis
Hommes
- Simple :
  - Nicolás Massú
  - Fernando González
- Double :
  - Nicolás Massú et Fernando González

### Tir
Hommes
- Skeet :
  - Jorge Atalah

### Voile
Hommes
- Laser :
  - Matias Del Solar Goldsmith